# Sheila E.
Sheila Escovedo, v uměleckém světě známá jen pod jménem Sheila E. (* 12. prosince 1957 Oakland), je americká hráčka na bicí nástroje a zpěvačka, která během profesionální dráhy spolupracovala s řadou hudebních umělců, včetně Billyho Cobhama, Lionela Richieho, George Dukea, Prince, Ringo Starra, Glorie Estefan, Jennifer Lopezové, Beyoncé, skladatele Hanse Zimmera nebo Kanye Westa.

## Mládí
Narodila se roku 1957 v kalifornském Oaklandu do rodiny dělnice v mlékárenské firmě Juanity Gardereové a perkusionisty Peta Escoveda, s nímž během své dráhy opakovaně spolupracovala. Pochází z hudebního prostředí. Hraje také na kytaru.
Strýcem je Alejandro Escovedo a kmotrem pak Tito Puente. Je neteří Javiera Escoveda, zakladatele sandiegské punkové kapely The Zeros. Mezi další strýce se řadí Mario Escovedo, frontman indie rockové formace The Dragons a Coke Escovedo, člen skupin Santana a Azteca. Po předcích má mexické a kreolské kořeny.

## Hudební kariéra
V nahrávacím studiu debutovala v roce 1976 spoluprací s jazzovým basistou Alphonsem Johnsonem na nahrávce „Yesterday's Dream“. V třetí dekádě se účastnila projektů umělců George Dukea, Lionela Richieho, Marvina Gaye, Herbie Hancocka a Diany Rossové.
V lednu 1985 se podílela na nazpívání hitu „We Are the World“ v rámci pomoci amerických umělců hladovějící Africe projektem USA for Africa. Od roku 2001 působila také v britské superskupině Ringo Starr & His All-Starr Band.

### 1983–1989: Spolupráce s Princem
S americkým hudebníkem Princem se poprvé střetla během koncertu v roce 1978, na němž vystupovala s otcem. V zákulisí ji umělec oslovil s humorným sdělením, že se svým basákem soupeří o to, kdo se z nich dvou stane jejím manželem. Spolupráci pak navázali o několik let později, když se od roku 1983 podílela na nahrávce jeho alba Purple Rain. V roce 1984 nazpívala vokály ke skladbám ze strany B této desky „Let's Go Crazy“ a „Erotic City“. Vedle kooperace s Princem rozvíjela současně vlastní kariéru. Roku 1984 se Princův singl napsaný pro ni „The Glamorous Life“ vyhoupl na 7. místo hitparády Hot 100 a dva srpnové týdny také vévodil hudebnímu žebříčku. Videoklip k této skladbě znamenal nominaci na MTV Award v kategorii nejlepší ženské video. Jednalo se o titulní píseň z debutového alba The Glamorous Life, vydaného v červnu 1984. Druhý hit z této desky „The Belle of St. Mark“ figuroval nejvýše na 34. příčce Hot 100 a stal se singlem týdne v britském hudebním časopise NME. V roli členky doprovodné skupiny se zúčastnila koncertního turné Purple Rain Tour a během této doby navázala s Princem krátký romantický vztah, když jeho další přítelkyní současně byla zpěvačka Susannah Melvoin.
Roku 1985 vydala druhé studiové album Romance 1600, na němž se autorsky podílel opět Prince. Vzešel z něho hit „A Love Bizarre“, jenž se umístil na 11. pozici Hot 100. Obdržela také ominaci na American Music Award. Do konce 80. let pak nahrála ještě eponymní Sheila E., z něhož vyšel singl „Koo Koo“. Za výkon v titulní písni „The Glamorous Life“ si vysloužila dvě nominace na cenu Grammy v kategoriích nejlepší nový umělec a nejlepší pěvecké vystoupení zpěvačky.
Objevila se také v koncertních záznamech a filmech. Prvním se stal muzikál studia Warner Brothers Krush Groove s hip hopovým triem Run-D.M.C., rapperem LL Coolem J a Blairem Underwoodem (1985). Následoval koncertní záznam Sign "O" the Times (1987), akční komedie Dobrodružství Forda Fairlanea (1990) a romantická komedie Všechny chtějí Papiho (2003).
Na Princových deskách Sign "O" the Times, Black Album a Lovesexy, stejně jako na jeho turné Lovesexy World Tour, působila v roli bubenice a kapelnice doprovodné skupiny. Oba umělci se rozešli v roce 1989. S Princem přesto i nadále opakovaně koncertovala jako například na předávání BRIT Awards v únoru 2006, kde vystoupila po jeho boku společně s Wendy Melvoinovou a Lisou Colemanovou.

## Diskografie

### Studiová alba
| Rok                                 | studiové album                                                                 | vrchol | vrchol |
| Rok                                 | studiové album                                                                 | US 200 | US R&B |
| ----------------------------------- | ------------------------------------------------------------------------------ | ------ | ------ |
| 1984                                | The Glamorous Life - vydáno: červen 1984 - vydavatelství: Warner Bros. Records | 28.    | 7.     |
| 1985                                | Romance 1600 - vydáno: 1985 - vydavatelství: Warner Bros. Records              | 50.    | 12.    |
| 1987                                | Sheila E. - vydáno: 1987 - vydavatelství: Warner Bros. Records                 | 56.    | 24.    |
| 1991                                | Sex Cymbal - vydáno: 1991 - vydavatelství: Warner Bros. Records                | 146.   | 56.    |
| 2000                                | Writes of Passage - vydáno: 10. října 2000 - vydavatelství: Concord Records    | —      | —      |
| 2001                                | Heaven - vydáno: 28. srpna 2001 - vydavatelství: Concord Records               | —      | —      |
| 2013                                | Sheila E ICON - vydáno: 11. listopadu 2013 - vydavatelství: Moosicus Records   | —      | —      |
| "—" album se v hitparádě neumístilo |                                                                                |        |        |

### Singly
| Rok  | singl                             | nejvyšší pozice v hitparádě | nejvyšší pozice v hitparádě | nejvyšší pozice v hitparádě | nejvyšší pozice v hitparádě | nejvyšší pozice v hitparádě | nejvyšší pozice v hitparádě | nejvyšší pozice v hitparádě | nejvyšší pozice v hitparádě | nejvyšší pozice v hitparádě | nejvyšší pozice v hitparádě | album                     |
| Rok  | singl                             | US                          | US R&B                      | US Dance                    | AT                          | AU                          | IR                          | NL                          | NZ                          | SW                          | UK                          | album                     |
| ---- | --------------------------------- | --------------------------- | --------------------------- | --------------------------- | --------------------------- | --------------------------- | --------------------------- | --------------------------- | --------------------------- | --------------------------- | --------------------------- | ------------------------- |
| 1984 | „The Glamorous Life“              | 7                           | 9                           | 1                           | —                           | 11                          | —                           | 3                           | —                           | —                           | —                           | The Glamorous Life        |
| 1984 | „The Belle of St. Mark“           | 34                          | 68                          | —                           | —                           | 16                          | 15                          | 8                           | 5                           | —                           | 18                          | The Glamorous Life        |
| 1984 | „Oliver's House“                  | —                           | —                           | —                           | —                           | —                           | —                           | —                           | —                           | —                           | —                           | The Glamorous Life        |
| 1985 | „Sister Fate“                     | 108                         | 36                          | —                           | —                           | 81                          | —                           | —                           | —                           | —                           | —                           | Romance 1600              |
| 1985 | „A Love Bizarre“                  | 11                          | 2                           | 1                           | 14                          | —                           | —                           | 9                           | —                           | 16                          | —                           | Romance 1600              |
| 1986 | „Holly Rock“                      | —                           | —                           | —                           | —                           | —                           | —                           | 8                           | —                           | —                           | —                           | Krush Groove (soundtrack) |
| 1986 | „Love On a Blue Train“ (Japonsko) | —                           | —                           | —                           | —                           | —                           | —                           | —                           | —                           | —                           | —                           | Sheila E.                 |
| 1987 | „Hold Me“                         | 68                          | 3                           | —                           | —                           | —                           | —                           | 54                          | —                           | —                           | —                           | Sheila E.                 |
| 1987 | „Koo Koo“                         | —                           | 35                          | —                           | —                           | —                           | —                           | —                           | —                           | —                           | —                           | Sheila E.                 |
| 1991 | „Sex Cymbal“                      | —                           | 32                          | —                           | —                           | 88                          | —                           | —                           | —                           | —                           | —                           | Sex Cymbal                |
| 1991 | „Droppin' Like Flies“             | —                           | 77                          | 23                          | —                           | —                           | —                           | —                           | —                           | —                           | —                           | Sex Cymbal                |
| 1992 | „Cry Baby“                        | —                           | —                           | —                           | —                           | —                           | —                           | —                           | —                           | —                           | —                           | Sex Cymbal                |
| 2009 | „Glorious Train“                  | —                           | —                           | —                           | —                           | —                           | —                           | —                           | —                           | —                           | —                           | mimo album                |